# Comuna Stolne, Mena
Stolne (în ucraineană Стольне) este o comună în raionul Mena, regiunea Cernihiv, Ucraina, formată din satele Ciornohorți, Dmîtrivka, Lazarivka și Stolne (reședința).

## Demografie
Componența lingvistică a comunei Stolne
     Ucraineană (98,09%)
     Rusă (1,73%)
     Alte limbi (0,1%)
Conform recensământului din 2001, majoritatea populației comunei Stolne era vorbitoare de ucraineană (98,09%), existând în minoritate și vorbitori de rusă (1,73%).